# Scooby-Doo! e il mostro marino
Scooby-Doo! e il mostro marino (Scooby-Doo! and the Beach Beastie) è un episodio speciale della serie animata Scooby-Doo. È preceduto da Scooby-Doo! Goal da paura. Questi episodi speciali sono stati creati con l'utilizzo della tecnica d'animazione usata anche negli ultimi film in DVD della serie.
I predecessori dello special sono stati distribuiti in DVD sia in Italia che in America ma quest'ultimo è stato pubblicato, solo sul nostro territorio, direttamente in prima TV su Boomerang il 22 ottobre 2016.

## Trama
Scooby e la gang portano Fred al mare per farlo riprendere dalla sua ossessione per le reti. Purtroppo l'albergo dello zio di Daphne dove pernottano è infestato da un mostro marino mutante.